# Robert Kubaczyk
Robert Kubaczyk (né le 4 août 1986 à Wolsztyn) est un athlète polonais, spécialiste du sprint. 

## Carrière
Membre du relais polonais à Pékin, il prend le départ du relais polonais lors des Championnats d'Europe par équipes à Leiria le 20 juin 2009 : Robert Kubaczyk, Marcin Jędrusiński, Kamil Masztak et Dariusz Kuć terminent 3e de la course 2, en 39 secondes 11.

## Palmarès
- Championnats du monde à Berlin :
  - engagé sur le relais 4 × 100 m polonais (qualifié grâce au temps de 38 s 61 obtenu en 2008 à Annecy par une autre équipe polonaise (Dariusz Kuć, Łukasz Chyła, Kamil Masztak, Marcin Jędrusiński).

## Records
- 100 m : 10 s 39 en 2008
- 200 m : 21 s 10 en 2007
- 4 × 100 m : 39 s 11 en 2009